# Eben Moglen
Eben Moglen (New Haven, Connecticut, 1959. július 13. –) a Columbia Law School jogtudomány és jogtörténet professzora, a Software Freedom Law Center alapítója és elnöke, és a Free Software Foundation igazgatótanácsának tagja. Szabad szoftver evangélista, jelentős szerepe volt a GNU Projekt licenceinek kidolgozásában. Egyike volt Philip Zimmermann védőinek, amikor az USA vizsgálatot indított Zimmermann ellen a PGP forráskódjának külföldre kerülése miatt.